# Pszczyna (zámek)
Zámek Pszczyna (česky Pština, německy Pleß) zvaný též polské Versailles, leží v Horním Slezsku ve Slezském vojvodství v Polsku, v městě Pszczyna. První hrad byl na tomto místě postaven v 11. nebo 12. století při obchodní stezce směřující z Krakova do Slezska, Těšína a jižní Evropy. Ve středověku jej vlastnila knížata opolsko-ratibořská, v letech 1548–1765 byl přestavně na zámek a patřil slezskému rodu Promniců, v letech 1765–1847 knížatům z Anhalt-Köthenu-Pštiny a od roku 1847 knížatům Hochberg von Pless z Książe. Tito dali v letech 1870–1876 zámek přestavět do současné architektonické podoby v novobarokním stylu.
Zámecký komplex spolu se zahradou v anglickém stylu má rozlohu 156 hektarů. V roce 1946 bylo v zámku otevřeno Zámecké muzeum Pszczyna. Na rozdíl od mnoha jiných zámků a hradů ve Slezsku, které byly zničeny ve druhé světové válce nebo bezprostředně po ní, se v Zámku Pszczyna zachovalo původní zařízení a nábytek, který dnes patří k nejcennějším památkám bytové architektury v Polsku.

## Historie
Kronikář Henryk Schaeffer (žil v první polovině 19. stol.), uvádí v kronice Svobodného státu Pszczyna, že hrad dala v 11. nebo 12. stoletípostavit piastovská knížata na ochranu obchodní cesty spojující Moravu s Kyjevskou Rusí. Po přestavbě na zámek plnil rovněž funkci loveckého zámku a zachoval si ji až do 20. století. Země Pszczyna patřila pod Malopolsko, částí Slezska se stala v roce 1178, kdy ji krakovský kníže Kazimír II. Spravedlivý daroval knížeti Mieszkowi I. Platonogiemu, ratibořskému knížeti, a od roku 1202 byl součásti knížectví opolsko-ratibořského. V roce 1327 se ratibořský kníže Leszek musel podrobit českému králi Janu Lucemburskému a země se stala součástí Čech. V roce 1336, po smrti Leszka, knížectví přešlo na jeho švagra, knížete Mikuláše II. Opavského z dynastie Přemyslovců.
První písemné zmínky o zděném hradu pocházejí z 1. poloviny 15. století a uvádějí, že zde žila Helena Korybutówna (1424–1449), dcera litevského knížete Korybuta Dymitra, která se v roce 1407 stala manželkou knížete ratibořského Jana II. Železného, který ji po svatbě daroval území, na kterém se nacházely města Pszczyna, Mikolów, Bieruń a Myslowice. Helena na místě stojícího loveckého hrádku v Pszczynie dala postavit dvě zděné budovy v gotickém slohu (dnešní východní a západní křídlo), které spojila dvěma rovnoběžnými zdmi, postavila dvě obranné věže z jižní strany, celý komplex opevnila obrannými valy a vodním příkopem, přes který vedl padací most. Do dneška se pod částí zámku zachovaly gotické sklepy a hrubé zdi gotické bašty, která byla pozdějšími majiteli používána jako tajné schodiště. Přesné datum dokončení stavby není známo, muselo k němu však dojít dříve než v roce 1433, protože v tomto roce hrad odolal nájezdu husitů.
Do konce 14. stol. byla majiteli hradu piastovská knížata z větve opolsko-ratibořské, od roku 1480 patřil pod české Přemyslovce z Opavy, které vystřídala knížata těšínská. V roce 1517 těšínský kníže Kazimír II. zámek Pszczynu a pszczynské panství prodal z finančních důvodů za částku 40 000 zlatých maďarskému šlechtici Alexovi Thurzovi, který pak zámek prodal svému bratru Ján Thurzo. Pszczyna se stala hlavním městem Svobodného státu, který zahrnoval Pszyczynu, Mikolów, Bieruń a do roku 1536 i Myslowice a dalších 77 vesnic.
V roce 1548 zemi se zámkem koupil vratislavský biskup Baltazar z Promnic, který ji pak převedl na svoji rodinu, která zde panovala skoro dvě století (1548–1765), a která postupně zámek modernizovala a přestavěla v renesančním stylu. V letech 1765–1847 zámek patřil knížatům Anthalt-Köthen-Pless a od roku 1874 knížatům Hochberg von Pless z Książa, kteří v letech 1870–1876 zámek přestavěli ve stylu neobaroka.
Prvním majitelem zámku z rodu knížat Hochbergů z Książa byl Hans Heinrich X., který v roce 1850 obdržel od pruského krále Fridricha Viléma IV. titul knížete na Pszczynie (něm. Fürst von Pleß), který se dědil po linii nejstaršího syna. Po jeho smrti na zámku panoval jeho syn Hans Heinrich XI. (1833–1907), který byl nejdéle panujícím na zámku, a za jeho panování došlo k největšímu rozkvětu knížectví. Zasloužil se o vybudování přírodní zahrady, která dosahovala až k loveckému zámečku v Promnicích u Tych. V té době byl zámek často navštěvován pruskými králi, později německými císaři a jejich královskými hosty z celé Evropy. Kníže Hans Heinrich X.I u příležitosti 50. narozenin obdržel od císaře titul vévody (něm. Herzog).
Další majitel zámku Hans Heinrich XV. se v roce 1891 v Londýně oženil s Angličankou Maria Terezie Oliva Cornwallis - West, zvaná Daisy, též anglická růže. Daisy byla označována jako jedna z nejhezčích žen své doby.
Za první světové války sídlil v zámku Hlavní štáb německé armády. Císař Vilém II. Pruský, maršálek Paul von Hindenburg a generál Erich Ludendorff zde tvořili strategická vojenská rozhodnutí, která rozhodovala o osudech Evropy,
Za II. světové války zde sídlily organizace civilní i německého hitlerovského vojska. Po osvobození města Pszczyny sovětskou armádou (9. února 1945) byla v zámku zřízená vojenská nemocnice, která zde pracovala do 18. srpna 1945.
Dne 9. května 1946 bylo v zámku otevřeno muzeum. Zámek se dochoval v téměř intaktní podobě z přelomu století, 80 % itineráře je původní a interiéry jsou instalovány podle dochovaných dobových fotografií a dalších pramenů. Zámek byl v roce 1996 oceněn prestižní cenou Europa Nostra za počin v oblasti památkové péče.